# Clan Isshiki
Le clan Isshiki (一色氏, Isshiki-shi) est un groupe de parents de l'époque Sengoku. 

## Histoire
Fondé par Ashikaga Kōshin (mort en 1330) et fils d'Ashikaga Yasuuji (1216-1270), le clan prétend descendre de Seiwa-Genji.
Vers la fin du XIIIe siècle, les Isshiki sont à la tête du domaine d'Isshiki dans la province de Mikawa et leur nom date de cette époque.
Les membres du clan occupent des postes importants au sein de la bureaucratie du shogunat Ashikaga. Les Isshiji sont un des quatre ayant le droit d'être chef (bettō) du samurai-dokoro ou ministère de la Guerre.
Par ailleurs, les Isshiki sont gouverneurs militaires de la province de Tango depuis 1336. En 1575, Oda Nobunaga confirme leur présence dans la province.
La famille perd ses domaines durant les guerres de l'époque Sengoku.

## Membres notables
- Kimifuka[1].
- Isshiki Yoshiyori[5].
- Yoshimichi[4].
- Yoshisada[4].